# تشریح سر و گردن و اعصاب مغزی
تشریح سر و گردن و اعصاب مغزی کتابی از یوسف محمدی است که در سال ۱۳۶۲ منتشر و در مراسم کتاب سال جمهوری اسلامی ایران به‌عنوان کتاب برگزیده معرفی شد.